# Giải bóng đá Vô địch U-17 Quốc gia 2020
Giải bóng đá Vô địch U-17 Quốc gia 2020 (tên gọi chính thức: Giải bóng đá Vô địch U-17 Quốc gia - Next Media 2020) là mùa giải bóng đá lần thứ 17 của Giải bóng đá Vô địch U-17 Quốc gia do VFF tổ chức. Đây là mùa giải thứ hai liên tiếp giải đấu được tài trợ bởi Next Media.

## Các đội bóng
Tham dự vòng loại mùa giải 2020 có tổng cộng 26 đội bóng và được vào 5 bảng theo khu vực địa lý. Cụ thể như sau:
- Bảng A do Trung tâm đào tạo Bóng đá trẻ PVF đăng cai tổ chức, gồm 5 đội: Hà Nội, Nam Định,  PVF, Quảng Ninh và Viettel
- Bảng B do Đoàn Bóng đá Huế đăng cai tổ chức, gồm 5 đội: Quảng Nam, SHB Đà Nẵng, Sông Lam Nghệ An, Thanh Hóa, Thừa Thiên Huế
- Bảng C do Công ty CP thể thao HAGL đăng cai tổ chức, gồm 5 đội:  HAGL, Sanest Khánh Hòa, Kom Tum, Phú Yên, Bình Định
- Bảng D do Trung tâm thể thao Thống Nhất đăng cai tổ chức, gồm 5 đội: B.Bình Dương, Bình Thuận, Bình Phước, Tây Ninh, Sài Gòn.
- Bảng E do Cty cổ phần đầu tư TMDV Lê Vũ (Trung tâm Thành Long) đăng cai tổ chức, gồm 6 đội: Học viện Nutifood, Cần Thơ, Hallmen TP.HCM, An Giang, Long An, Đồng Tháp.[2]

## Vòng loại

### Bảng A
| VT | Đội             | ST | T | H | B | BT | BB | HS  | Đ  | Giành quyền tham dự    |     | PVF | HN  | VT  | NĐ  | QN  |
| -- | --------------- | -- | - | - | - | -- | -- | --- | -- | ---------------------- | --- | --- | --- | --- | --- | --- |
| 1  | U-17 PVF        | 8  | 6 | 0 | 2 | 16 | 8  | +8  | 18 | Vào vòng chung kết     |     | —   | 3–2 | 1–2 | 3–2 | 3–0 |
| 2  | U-17 Hà Nội     | 8  | 5 | 0 | 3 | 18 | 11 | +7  | 15 | Xét vào vòng chung kết |     | 0–1 | —   | 0–1 | 4–1 | 2–1 |
| 3  | U-17 Viettel    | 8  | 5 | 0 | 3 | 14 | 7  | +7  | 15 |                        |     | 0–1 | 2–3 | —   | 2–0 | 2–1 |
| 4  | U-17 Nam Định   | 8  | 3 | 0 | 5 | 12 | 17 | −5  | 9  |                        | 0–3 | 4–0 | 1–0 | —   | 2–1 |     |
| 5  | U-17 Quảng Ninh | 8  | 1 | 0 | 7 | 6  | 23 | −17 | 3  |                        | 2–0 | 2–3 | 0–5 | 0–6 | —   |     |

### Bảng B
Do ảnh hưởng của dịch COVID-19 tại Thừa Thiên Huế, nơi đăng cai tổ chức vòng loại bảng B, vào ngày 29/7/2020, VFF quyết định không tổ chức tiếp các lượt trận 9 và 10 và công nhận kết quả chung cuộc của bảng B tại thời điểm tạm dừng.
| VT | Đội                   | ST | T | H | B | BT | BB | HS  | Đ  | Giành quyền tham dự    |     | SLNA | TH  | SHB | QNA | TTH |
| -- | --------------------- | -- | - | - | - | -- | -- | --- | -- | ---------------------- | --- | ---- | --- | --- | --- | --- |
| 1  | U-17 Sông Lam Nghệ An | 6  | 5 | 1 | 0 | 16 | 3  | +13 | 16 | Vào vòng chung kết     |     | —    | 1–1 | 4–0 | 3–1 | 3–1 |
| 2  | U-17 Thanh Hóa        | 7  | 4 | 2 | 1 | 11 | 6  | +5  | 14 | Xét vào vòng chung kết |     |      | —   | 1–0 | 1–1 | 4–1 |
| 3  | U-17 SHB Đà Nẵng      | 6  | 2 | 2 | 2 | 5  | 8  | −3  | 8  |                        |     |      | 1–0 | —   | 1–1 | 1–0 |
| 4  | U-17 Quảng Nam        | 7  | 1 | 3 | 3 | 7  | 12 | −5  | 6  |                        | 0–3 | 0–1  | 2–2 | —   |     |     |
| 5  | U-17 Huế              | 6  | 0 | 0 | 6 | 5  | 15 | −10 | 0  |                        | 0–2 | 2–3  |     | 1–2 | —   |     |

### Bảng C
| VT | Đội                    | ST | T | H | B | BT | BB | HS  | Đ  | Giành quyền tham dự    |     | HAGL | PY  | SKH | BĐ  | KT  |
| -- | ---------------------- | -- | - | - | - | -- | -- | --- | -- | ---------------------- | --- | ---- | --- | --- | --- | --- |
| 1  | U-17 Hoàng Anh Gia Lai | 8  | 7 | 0 | 1 | 27 | 4  | +23 | 21 | Vào vòng chung kết     |     | —    | 1–2 | 4–0 | 3–0 | 5–0 |
| 2  | U-17 Phú Yên           | 8  | 5 | 1 | 2 | 17 | 14 | +3  | 16 | Xét vào vòng chung kết |     | 0–4  | —   | 2–1 | 1–3 | 1–1 |
| 3  | U-17 Sanest Khánh Hòa  | 8  | 3 | 0 | 5 | 18 | 17 | +1  | 9  |                        |     | 1–3  | 0–3 | —   | 0–2 | 5–2 |
| 4  | U-17 Bình Định         | 8  | 3 | 0 | 5 | 15 | 18 | −3  | 9  |                        | 1–3 | 2–4  | 1–3 | —   | 2–3 |     |
| 5  | U-17 Kon Tum           | 8  | 1 | 1 | 6 | 9  | 33 | −24 | 4  |                        | 0–4 | 2–4  | 0–8 | 1–4 | —   |     |

### Bảng D
| VT | Đội                     | ST | T | H | B | BT | BB | HS  | Đ  | Giành quyền tham dự    |     | SG  | BP  | BD  | TN  | BT  |
| -- | ----------------------- | -- | - | - | - | -- | -- | --- | -- | ---------------------- | --- | --- | --- | --- | --- | --- |
| 1  | U-17 Sài Gòn            | 8  | 7 | 0 | 1 | 23 | 6  | +17 | 21 | Vào vòng chung kết     |     | —   | 3–1 | 3–2 | 4–1 | 2–0 |
| 2  | U-17 Bình Phước         | 8  | 5 | 0 | 3 | 17 | 9  | +8  | 15 | Xét vào vòng chung kết |     | 1–0 | —   | 3–0 | 0–1 | 3–1 |
| 3  | U-17 Becamex Bình Dương | 8  | 4 | 1 | 3 | 18 | 16 | +2  | 13 |                        |     | 0–3 | 3–2 | —   | 4–1 | 1–1 |
| 4  | U-17 Tây Ninh           | 8  | 3 | 0 | 5 | 14 | 19 | −5  | 9  |                        | 1–3 | 1–2 | 2–3 | —   | 5–3 |     |
| 5  | U-17 Bình Thuận         | 8  | 0 | 1 | 7 | 7  | 29 | −22 | 1  |                        | 0–5 | 0–5 | 1–6 | 1–2 | —   |     |

### Bảng E
| VT | Đội                                | ST | T | H | B | BT | BB | HS  | Đ  | Giành quyền tham dự    |     | ĐT  | HVN | LA  | AG  | HCM | CT  |
| -- | ---------------------------------- | -- | - | - | - | -- | -- | --- | -- | ---------------------- | --- | --- | --- | --- | --- | --- | --- |
| 1  | U-17 Đồng Tháp                     | 10 | 8 | 2 | 0 | 19 | 4  | +15 | 26 | Vào vòng chung kết     |     | —   | 1–1 | 1–0 | 2–0 | 2–2 | 5–1 |
| 2  | U-17 Học viện Nutifood             | 10 | 7 | 3 | 0 | 22 | 8  | +14 | 24 | Xét vào vòng chung kết |     | 0–0 | —   | 3–3 | 1–0 | 2–1 | 6–0 |
| 3  | U-17 Long An                       | 10 | 5 | 2 | 3 | 17 | 12 | +5  | 17 |                        |     | 0–1 | 1–3 | —   | 0–0 | 3–1 | 1–0 |
| 4  | U-17 An Giang                      | 10 | 2 | 2 | 6 | 9  | 14 | −5  | 8  |                        | 0–1 | 0–1 | 2–5 | —   | 0–2 | 3–0 |     |
| 5  | U-17 Hallmen Thành phố Hồ Chí Minh | 10 | 1 | 2 | 7 | 8  | 16 | −8  | 5  |                        | 1–2 | 1–3 | 0–1 | 1–1 | —   | 1–1 |     |
| 6  | U-17 Cần Thơ                       | 10 | 1 | 1 | 8 | 7  | 28 | −21 | 4  |                        | 1–4 | 1–2 | 1–3 | 1–3 | 1–0 | —   |     |

### So sánh các đội nhì bảng
| STT | Đội bóng               | Tr | T | H | B | Bt | Bb | Hs | Điểm | Kết quả            |
| --- | ---------------------- | -- | - | - | - | -- | -- | -- | ---- | ------------------ |
| 1   | U-17 Học viện Nutifood | 7  | 4 | 3 | 0 | 11 | 6  | +5 | 15   | Vào vòng chung kết |
| 2   | U-17 Thanh Hóa         | 7  | 4 | 2 | 1 | 11 | 6  | +5 | 14   | Vào vòng chung kết |
| 3   | U-17 Phú Yên           | 7  | 4 | 1 | 2 | 13 | 12 | +1 | 13   | Vào vòng chung kết |
| 4   | U-17 Hà Nội            | 7  | 4 | 0 | 3 | 15 | 9  | +6 | 12   |                    |
| 5   | U-17 Bình Phước        | 7  | 4 | 0 | 3 | 12 | 9  | +3 | 12   |                    |

## Vòng chung kết
Tất cả các trận đấu tại vòng chung kết Giải bóng đá vô địch U-17 Quốc gia - Next Media 2020 được diễn ra tại Trung tâm đào tạo Bóng đá trẻ PVF, Hưng Yên.

### Vòng bảng

#### Bảng A
| VT | Đội                    | ST | T | H | B | BT | BB | HS | Đ | Giành quyền tham dự hoặc xuống hạng |
| -- | ---------------------- | -- | - | - | - | -- | -- | -- | - | ----------------------------------- |
| 1  | U-17 PVF               | 3  | 2 | 0 | 1 | 2  | 1  | +1 | 6 | Vào vòng bán kết                    |
| 2  | U-17 Hoàng Anh Gia Lai | 3  | 1 | 2 | 0 | 3  | 2  | +1 | 5 | Vào vòng bán kết                    |
| 3  | U-17 Thanh Hóa         | 3  | 0 | 1 | 2 | 3  | 5  | −2 | 1 |                                     |
| 4  | U-17 Đồng Tháp         | 3  | 1 | 1 | 1 | 2  | 2  | 0  | 4 |                                     |

1. ↑  Thi đấu trận bán kết 1
2. ↑  Thi đấu trận bán kết 2

| U-17 Đồng Tháp               | 2–2      | U-17 Hoàng Anh Gia Lai         |
| ---------------------------- | -------- | ------------------------------ |
| Khánh Dư 33' · Văn Dương 88' | Chi tiết | Thành Đạt 41' · Hữu Đăng 90+2' |

| U-17 PVF              | 1–0      | U-17 Thanh Hóa |
| --------------------- | -------- | -------------- |
| Phan Viết Thiện 90+3' | Chi tiết |                |

| U-17 Thanh Hóa              | 2–1      | U-17 Đồng Tháp |
| --------------------------- | -------- | -------------- |
| Văn Tú 83' · Ngọc Giang 88' | Chi tiết | Nhân Nghĩa 42' |

| U-17 Hoàng Anh Gia Lai | 1–0      | U-17 PVF |
| ---------------------- | -------- | -------- |
| Trần Hữu Đăng 44'      | Chi tiết |          |

| U-17 Thanh Hóa | 0–0      | U-17 Hoàng Anh Gia Lai |
| -------------- | -------- | ---------------------- |
|                | Chi tiết |                        |

| U-17 PVF             | 1–0      | U-17 Đồng Tháp |
| -------------------- | -------- | -------------- |
| Trần Vũ Ngọc Tài 53' | Chi tiết |                |

#### Bảng B
| VT | Đội                    | ST | T | H | B | BT | BB | HS  | Đ | Giành quyền tham dự hoặc xuống hạng |
| -- | ---------------------- | -- | - | - | - | -- | -- | --- | - | ----------------------------------- |
| 1  | U-17 Học viện Nutifood | 3  | 3 | 0 | 0 | 13 | 3  | +10 | 9 | Vào vòng bán kết                    |
| 2  | U-17 Sông Lam Nghệ An  | 3  | 2 | 0 | 1 | 9  | 6  | +3  | 6 | Vào vòng bán kết                    |
| 3  | U-17 Sài Gòn           | 3  | 0 | 1 | 2 | 3  | 6  | −3  | 1 |                                     |
| 4  | U-17 Phú Yên           | 3  | 0 | 1 | 2 | 2  | 12 | −10 | 1 |                                     |

1. ↑  Thi đấu trận bán kết 1
2. ↑  Thi đấu trận bán kết 2

| U-17 Sông Lam Nghệ An                          | 3–1      | U-17 Sài Gòn |
| ---------------------------------------------- | -------- | ------------ |
| Xuân Tiến 10' · Ngọc Dũng 48' · Văn Bách 90+3' | Chi tiết | Văn Bình 6'  |

| U-17 Học viện Nutifood                                                           | 7–0      | U-17 Phú Yên |
| -------------------------------------------------------------------------------- | -------- | ------------ |
| Dương Quang Trung Hiếu 7', 71', 89' · Quốc Việt 15', 32' · Quang Hiển 56', 90+3' | Chi tiết |              |

| U-17 Sài Gòn        | 1–2      | U-17 Học viện Nutifood                                  |
| ------------------- | -------- | ------------------------------------------------------- |
| Lê Cảnh Gia Huy 22' | Chi tiết | Dương Quang Trung Hiếu 73' · Nguyễn Thái Quốc Cường 88' |

| U-17 Sông Lam Nghệ An                               | 4–1      | U-17 Phú Yên |
| --------------------------------------------------- | -------- | ------------ |
| Công Huy 28' · 48' · Đình Thành 85' · Văn Cường 87' | Chi tiết | Tấn Huy 29'  |

| U-17 Học viện Nutifood                              | 4–2      | U-17 Sông Lam Nghệ An      |
| --------------------------------------------------- | -------- | -------------------------- |
| Khánh Duy 25' · Hoàng Minh 34', 39' · Quốc Việt 54' | Chi tiết | Văn Bắc 60' · Văn Bách 85' |

| U-17 Phú Yên | 1–1      | U-17 Sài Gòn |
| ------------ | -------- | ------------ |
| Hữu Tín 85'  | Chi tiết | Văn Bình 65' |

### Vòng bán kết
| U-17 Học viện Nutifood                                       | 3–0      | U-17 Hoàng Anh Gia Lai |
| ------------------------------------------------------------ | -------- | ---------------------- |
| Dương Trung Quang Hiếu 12' · Hoàng Minh 47' · Quang Hiển 78' | Chi tiết |                        |

| U-17 Sông Lam Nghệ An                                       | 0–0      | U-17 PVF                         |
| ----------------------------------------------------------- | -------- | -------------------------------- |
|                                                             | Chi tiết |                                  |
| Loạt sút luân lưu                                           |          |                                  |
| Đinh Xuân Tiến · Nguyễn Văn Bách · Ngọc Dũng · Hồ Văn Cường | 4–1      | Xuân Bắc · Anh Quân · Viết Thiện |

### Trận chung kết
| U-17 Sông Lam Nghệ An                       | 3–2      | U-17 Học viên Nutifood                               |
| ------------------------------------------- | -------- | ---------------------------------------------------- |
| Hồ Văn Cường 8', 56' · Đinh Xuân Tiến 52' · | Chi tiết | Nguyễn Quốc Việt 63' · Võ Tiến thắng 90+1' (ph.l.nh) |

## Tổng kết mùa giải
- Vô địch: Sông Lam Nghệ An
- Hạng Nhì: Học viện Nutifood
- Đồng Hạng Ba: Hoàng Anh Gia Lai, PVF
- Giải phong cách: Sông Lam Nghệ An
- Cầu thủ xuất sắc nhất Vòng chung kết: Nguyễn Văn Bách (Sông Lam Nghệ An)
- Thủ môn xuất sắc nhất Vòng chung kết: Nguyễn Cảnh Tiệp (Sông Lam Nghệ An)
- Cầu thủ ghi nhiều bàn thắng nhất Vòng chung kết: Dương Trung Quang Hiếu (Học viện Nutifood) với 5 bàn thắng.[6]